# Aselliscus tricuspidatus
Aselliscus tricuspidatus (Temminck, 1835) è un pipistrello della famiglia degli Ipposideridi diffuso nell'Ecozona australasiana.

## Descrizione

### Dimensioni
Pipistrello di piccole dimensioni, con la lunghezza della testa e del corpo tra 36 e 49 mm, la lunghezza dell'avambraccio tra 36,5 e 44,7 mm, la lunghezza della coda tra 16,9 e 27 mm, la lunghezza del piede tra 6,3 e 8,1 mm, la lunghezza delle orecchie tra 10,3 e 15 mm e un peso fino a 4,6 g.

### Aspetto
Il colore delle parti dorsali varia dal marrone al bruno-arancio, con la base dei peli bianca, mentre le parti ventrali sono bruno-giallastre. Il muso è corto e gli occhi sono piccoli. Le orecchie sono corte, strette e appuntite. Il margine esterno è leggermente concavo subito sotto la punta, mentre quello interno è dritto per circa due terzi e convesso verso l'estremità. La foglia nasale ha la porzione posteriore ispessita e tricuspidata, mentre quella centrale è divisa in piccole celle da tre creste longitudinali. Su ogni lato sono presenti due piccole fogliette supplementari e un'altra davanti al muso. Le membrane alari sono attaccate posteriormente lungo le anche. La coda è lunga e si estende oltre l'uropatagio. Gli artigli sono marroni chiari con le punte biancastre.

### Ecolocazione
Emette ultrasuoni sotto forma di impulsi di breve durata a frequenza costante di 125 kHz

## Biologia

### Comportamento
Si rifugia all'interno di grotte in piccoli gruppi di 40-50 individui, solitamente separati tra loro di circa 30–40 cm.

### Alimentazione
Si nutre di insetti.

### Riproduzione
Femmine in allattamento sono state osservate in marzo e maggio, mentre in Nuova Guinea le nascite avvengono una volta l'anno tra febbraio e marzo o a giugno.

## Distribuzione e habitat
Questa specie è diffusa nell'Ecozona australasiana, dalle Isole Molucche  a Vanuatu, attraverso la Nuova Guinea, l'Arcipelago di Bismarck e le Isole Salomone.
Vive nelle pianure fino a 600 metri di altitudine.

## Tassonomia
Sono state riconosciute 4 sottospecie:
- A.t.tricuspidatus: Isole Molucche: Ambon, Bacan, Buru, Gorong, Halmahera, Isole Kai, Morotai, Seram;
- A.t.koopmani (Schlitter, Williams, & Hill, 1983): Isole Salomone: Bougainville, Buka, Choiseul, Guadalcanal, Malaita, Banika, Nuova Georgia, Rennell, Makira, San Jorge, Uki Ni Masi; Arcipelago delle Bismarck: Mioko, Nuova Britannia, Nuova Irlanda, Mussau[4]; Kiriwina, Misima, Woodlark;
- A.t.novaeguinae (Schlitter, Williams, and Hill, 1983): Papua Nuova Guinea, Yapen, Biak-Supiori, Numfor, Misool;
- A.t.novehebridensis (Sanborn & Nicholson, 1950): Vanuatu: Aore, Espiritu Santo, Malakula, Nendo.

## Conservazione
La IUCN Red List, considerato il vasto areale e la popolazione presumibilmente numerosa, classifica A.tricuspidatus come specie a rischio minimo (Least Concern)).